# 灣仔黃婆
灣仔黃婆是一個都市傳說，1960年代–1980年代於灣仔居住或經常出入者，都有機會碰見過黃婆，是灣仔街坊口耳相傳的街頭名人。
黃婆曾居於灣仔一段長時間，常在區內流連。因為她永遠穿黃戴黃，金黃色的頭髮、全身黃色的衣服、鮮黃色手指甲，還拿着一大個黃色的皮箱，所以被灣仔街坊喚作黃婆。甚至有灣仔街坊聲稱黃婆居住單位的家庭用品，牆壁也是髹上黃色。
絕大部份灣仔街坊，都覺得她是個精神病人，有些甚至怕了她，帶着奇異眼光地跟她保持一定距離，雖然黃婆沒有騷擾過任何人。
在灣仔長大的專欄作家馬家輝曾在專欄的“灣仔三傻”知名度排行榜上，封黃婆排行第一位。作家黃碧雲曾寫道覺得黃婆是抑鬱症患者。

## 黃婆身世
黃婆身世神秘，網上有很多版本傳說，香港新城電台DJ杜浚斌曾在2011年10月10日爽報專欄寫了黃婆的身世故事。
專欄寫道黃婆向杜浚斌的父親透露，她曾有子女，子女後來不辭而別，沒留下任何聯絡方法。黃婆一直思念着他們，奈何又尋遍不獲，亦怕子女找不到自己，所以便每天穿着自己一直最愛的黃色，盼能有天於人海中相遇。

## 下落
隨著歲月流逝，灣仔黃婆在1990年代中後期開始沒有再在灣仔區內流連，現時下落不明。